# 阿嬤家-和平與女性人權館
阿嬤家-和平與女性人權館，是位於臺灣臺北市大同區的臺灣慰安婦紀念館，2016年12月10日開幕，2017年3月8日開館。纪念馆标志中「阿嬤」二字，結合女書「女」字與董陽孜題「阿嬤」二字。2021年10月27日於台北市大同區承德路三段32號5樓重新開館。

## 歷史
2004年，婦女救援基金會開始規劃為台籍慰安婦成立博物館的計畫。2009年，馬英九政府原先預計在三年後於臺北北警察署成立慰安婦紀念館。2015年中國抗日戰爭七十週年，6月3日中華民國總統馬英九宣告，台灣第一座慰安婦紀念館將在同年10月25日臺灣光復節揭幕。

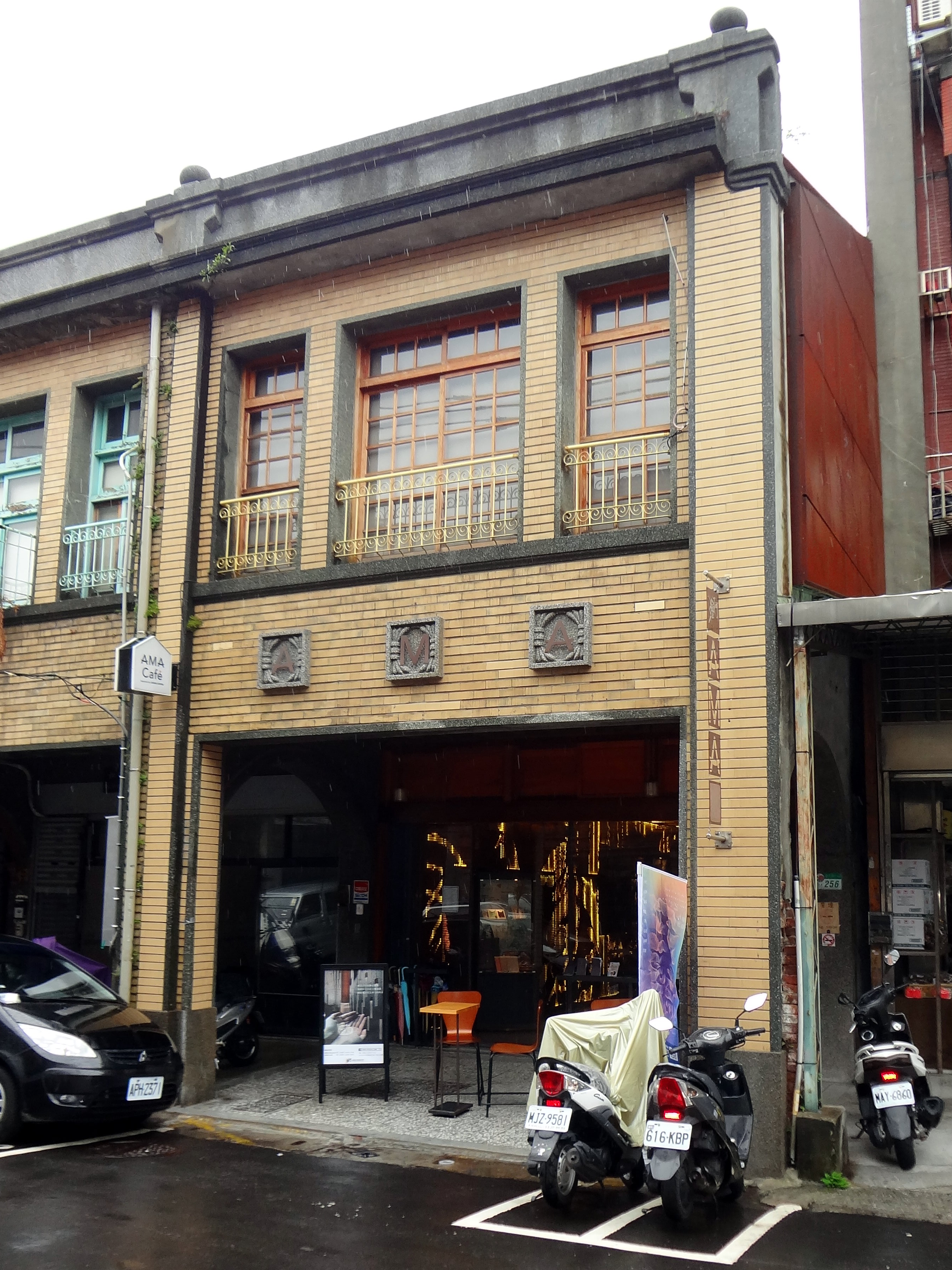
第一代館舍

然而多年來，因為婦援會難尋找合適場地，慰安婦紀念館並無下文；透過臺北市政府文化局協助，紀念館曾規劃坐落於臺北北警察署、剝皮寮等處，最後卻因土地產權或都更問題而廢。直到2015年，有一位房東願意優惠讓婦援會承租，才於大稻埕迪化街與涼州街交叉口找到第一代館舍；館舍門牌號碼為迪化街一段256號，興建於臺灣日治時期的二十世紀初，曾作為棺材店、香鋪及油漆店，佔地150坪，為一處洋樓式二進建築，恰巧位於小桃阿嬤幼時所就讀的臺北市大同區大橋國民小學附近，而蓮花阿嬤則曾在不遠處的臺北圓環附近賣冰。
此館取名為「阿嬤家-和平與女性人權館」，於2016年3月8日國際婦女節掛牌。2016年2月17日，婦援會執行長康淑華表示，此館不收門票，但首年需要新台幣1200萬元、第二年需要新台幣800萬元資金，現在前兩年依然缺少新台幣1800萬元，望各界捐款。
此館的用意，康淑華如此闡述：「我們有很重要的定調：那不是在記憶仇恨，而是要讓我們知道怎麼往前走……」
2016年8月16日，婦援會董事長黃淑玲表示，婦援會預定在本年12月10日國際人權日舉辦此館開幕儀式，希望日本政府、日本首相安倍晉三及交流協會參加開幕儀式，向臺海兩岸與韓國的受害者道歉致意。
2016年12月3日，婦援會在臺北市客家文化主題公園客家音樂戲劇中心舉辦「阿嬤的生命，女性的力量：阿嬤家慈善募款演唱會」。

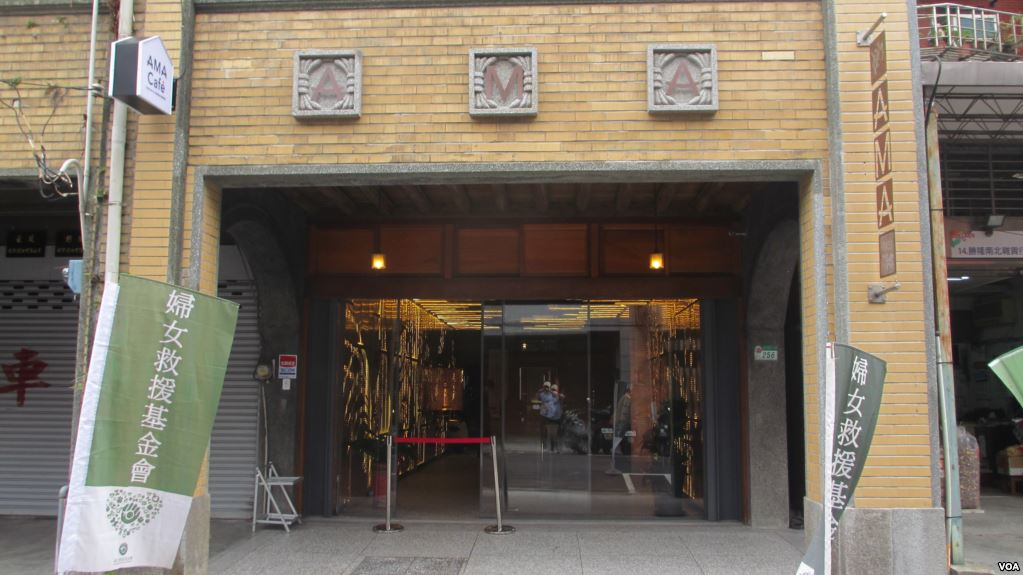
第一代館舍開幕日大門外觀

2016年12月10日，婦援會在大稻埕公園舉辦此館開幕儀式，中華民國文化部部長鄭麗君代表總統蔡英文出席並致詞，鄭麗君承諾文化部持續提供此館必要的協助。
2017年3月8日國際婦女節，經過三個月的試營運之後，此館全面開館，維持不收門票，以參觀者自由樂捐支持營運經費。文化部文化資源司司長陳登欽代表鄭麗君出席該館開館記者會，承諾文化部持續提供此館必要的協助。黃淑玲在該館開館記者會上表示，該館開館前三個月的試營運期間累計參觀人數已破萬人，其中多數參訪團來自日本，也有許多日本人指定該館為在台灣旅遊的景點，更有日本教授帶著大批研究生到該館「學習在日本難以接觸到的歷史真相」。對於近年台灣的政府官員與民間仍然有人附和日本右翼人士的「慰安婦自願說」，該館的展覽文字駁斥：慰安婦是聯合國人權委員會定性的「軍事性奴隸」，是「國家暴力的受害者」；在日本政府透過軍、警、商的力量有系統地徵集下的慰安婦，「沒有人真正自願」；慰安婦在慰安所期間，「沒有自由與尊嚴」。
2017年4月22日至5月底，為紀念蓮花阿嬤逝世，此館設立蓮花阿嬤追思紀念區，康淑華表示：人們必須牢記慰安婦歷史並傳遞正確的史觀給下一代，讓女性因戰爭與國家制度而遭受性奴役的事情不再發生，這也是婦援會成立此館的目的。
2017年8月4日至13日，此館舉辦首屆國際慰安婦人權影展，播映三部慰安婦紀錄片：郭柯導演《二十二》、熊邦琳導演《道歉》、吳秀菁導演《蘆葦之歌》。
2020年7月6日，婦女救援基金會表示，因近三年此館每年皆虧損將近新台幣500萬元，加上2019冠狀病毒病臺灣疫情衝擊，此館將於11月10日閉館。2020年11月7日，此館舉辦「休館記者會暨感恩茶會」，宣布暫時休館。
2021年10月27日至11月25日，此館在台北市大同區承德路三段32號5樓試營運，為第二代館舍。2021年11月2日，臺北市政府文化局公告，此館第一代館舍以「迪化街一段256號店屋」為名登錄為臺北市歷史建築。2021年11月26日，此館第二代館舍正式開幕。

## 設施
婦援會規劃在第一代館舍一進一层結合咖啡廳、書房、商品販賣區，讓婦援會所輔導的婦女能有工作機會。一進二层的空間作人權教育之用，可讓社企單位舉辦講座、工作坊。二進部分將展示台灣慰安婦的歷史故事、文物、藝術創作等。
除常設展覽外，第一代館舍設有「蘆葦之歌長廊」，分別以五十九盞金屬燈、兩千根象徵蘆葦的透明空管象徵五十九位已知、兩千多位身分不明的慰安婦。只要把手掌放在金屬燈下，該人的名字便會透過光影，投射於掌心。

## 外部連結
- 阿嬤家-和平與女性人權館 （页面存档备份，存于）
- 阿嬤家-和平與女性人權館的Facebook專頁